# Hecistopteris
Hecistopteris är ett släkte av kantbräkenväxter. Hecistopteris ingår i familjen Pteridaceae.
Kladogram enligt Catalogue of Life:
| Hecistopteris | \| \| Hecistopteris kaieteurensis \| \| \| \| \| \| Hecistopteris pinnatifida \| \| \| \| \| \| Hecistopteris pumila \| \| \| \| |
|               | \| \| Hecistopteris kaieteurensis \| \| \| \| \| \| Hecistopteris pinnatifida \| \| \| \| \| \| Hecistopteris pumila \| \| \| \| |
|               | Hecistopteris kaieteurensis |
|               | |
|               | Hecistopteris pinnatifida |
|               | |
|               | Hecistopteris pumila |
|               | |